# Hemisilurus
Hemisilurus ist eine Fischgattung aus der Familie der Echten Welse (Siluridae), die drei in Südostasien vorkommende Arten umfasst.

## Merkmale
Die Fische werden 50 bis 80 cm lang und haben einen langgestreckten Körper ohne Rücken- und mit langgestreckter Afterflosse. Die Schnauze ist kurz, mit unterständigem Maul und kurzer Maulspalte. Die Augen liegen vor der hinteren Nasenöffnung. Die Barteln am Oberkiefer sind lang und beweglich. Die Bauchflossen weisen acht oder weniger Strahlen auf.

## Systematik
Die Gattung umfasst drei Arten:
- Hemisilurus heterorhynchus
- Hemisilurus mekongensis
- Hemisilurus moolenburghi